# Paphos (municipalité)
Pour les articles homonymes, voir Paphos.
Paphos (grec moderne : Πάφος) est une municipalité de Chypre de plus de 32 892 habitants, de la ville de Paphos.